# Dama de la reina
Dama de la reina era una clase palaciega de la Real Casa y Patrimonio de la Corona de España, a la cual se encomendaba acompañar a la soberana por riguroso turno de antigüedad. Durante los reinados de los dos últimos reyes antes de la proclamación de la República, Alfonso XII  y Alfonso XIII —y dependientes de la camarera mayor de palacio—, les correspondía hacer guardias junto a la cámara de la reina en las horas de audiencia, estando con ella dentro y fuera de palacio, almorzando a diario en la mesa real y acompañándola a los espectáculos públicos como los toros y el teatro.

## Funciones y privilegios

Retrato de la duquesa de Medinaceli, dama de la reina Victoria Eugenia, vistiendo el uniforme propio de esta clase palatina.

Desde el punto de vista ceremonial, en los banquetes oficiales o aperturas de las Cortes asistía una dama de la reina de servicio. Por su condición tenían paso en el Palacio Real de Madrid hasta la Cámara tras la Saleta y la Antecámara.
Para ser nombrada dama de la reina se exigía la grandeza de España, siendo habitual que fueran nombradas aquellas damas que hubieran recibido el honor de la llamada “Toma de almohada” delante de la reina.

## Distintivo y traje de gala
Su distintivo era un lazo malva con la cifra de la reina que se llevaba prendido en el escote izquierdo. El traje de gala consistía en traje de falda larga de tul blanco con mantilla de encaje del mismo color.

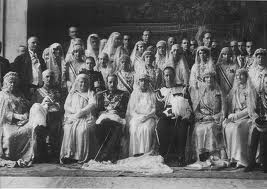
Los reyes Alfonso XIII y Victoria Eugenia con un grupo de familiares y cargos palatinos en la boda de la infanta Isabel Alfonsa de Borbón. Las señoras visten uniforme de dama de la reina.

## Lista de Damas de la Reina en 1931
En el momento del advenimiento de la Segunda República Española, el 14 de abril de 1931, en que este cargo fue suprimido, las 102 damas de la reina que estaban en servicio eran las siguientes con indicación del año de su nombramiento:
- 1874. Comienzo del reinado de Alfonso XII
  -  Vizcondesa viuda de Ayala
- 1880
  -  duquesa de San Carlos, marquesa viuda de Santa Cruz, camarera mayor de palacio
  -  Señora viuda de Rubianes
- 1886. Comienzo del reinado de Alfonso XIII
  -  Condesa de Guenduláin
- 1890
  - Fernanda de Salabert y Arteaga, duquesa [consorte] de San Pedro de Galantino, IX marquesa de Valdeolmos.
  - Condesa viuda de la Corzana
  -  duquesa viuda de Santo Mauro
- 1893
  -  marquesa viuda de Comillas
- 1894
  -  duquesa de la Conquista, marquesa de San Saturnino, camarera mayor que fue de la reina madre
- 1899
  -  marquesa de Santa Cristina
  -  marquesa de Castelar
  -  duquesa viuda de Fernán Núñez
  -  marquesa viuda de Castel-Rodrigo
- 1900
  -  marquesa viuda de Martorell
  -  marquesa viuda de Corvera
  -  duquesa de Montellano
  -  Condesa viuda de Aguilar de Inestrillas
- 1902
  -  marquesa de Atarfe
  -  duquesa del Infantado
  -  Condesa viuda de Revillagigedo
- 1906. Año del matrimonio de Alfonso XIII y Victoria Eugenia de Battenberg
  -  duquesa de Vistahermosa
  -  duquesa viuda de Terranova
  -  duquesa de Arión
  -  marquesa de Bendaña
  -  marquesa de Hoyos
  -  Condesa viuda de Casa-Valencia
  -  marquesa viuda de Viana
  -  duquesa de Villahermosa
  -  duquesa viuda de Santoña
- 1908
  -  Condesa de Heredia Spínola, camarera mayor que fue de la reina madre
  -  duquesa de T'Serclaes
  -  duquesa de Aliaga
  -  duquesa de Tarancón
  -  duquesa viuda de Tovar
  -  Condesa de Gavia
- 1909
  -  duquesa de Zaragoza
- 1910
  -  marquesa de Quirós
  -  Condesa de Torre Arias
  -  duquesa viuda de Ahumada
  -  duquesa de Baena
  -  duquesa viuda de Lécera
  -  duquesa de Seo de Urgel
  -  marquesa de Rafal
  -  duquesa de Plasencia
  -  marquesa viuda de Peñaflor
  -  duquesa de la Unión de Cuba
- 1911
  -  duquesa de la Victoria
- 1912
  -  duquesa de Sotomayor
  -  duquesa de Medinaceli
  -  Condesa de Santa Coloma
  -  marquesa de Santa Cruz de Rivadulla
- 1917
  -  Condesa de Romanones
  -  Vizcondesa de la Alborada
  -  marquesa de la Romana
  -  Condesa de Sástago
  -  marquesa de Pozo Rubio
  -  marquesa de Távara
  -  duquesa de la Vega
  -  duquesa de Alburquerque
  -  duquesa viuda de Parcent
  - duquesa de Tarifa
  -  Condesa viuda de Castrillo
  -  Condesa viuda de Revillagigedo
  -  duquesa viuda de las Torres
  -  marquesa de Someruelos
  -  marquesa viuda de Villapanés
- 1919
  -  duquesa de Dúrcal
  -  marquesa de Bondad Real
  -  duquesa de Miranda
  -  Condesa de Paredes de Nava
  -  duquesa de Algete
  -  duquesa de Pastrana
  -  Condesa de Peñaranda de Bracamonte
  -  marquesa de Valparaíso
  -  Condesa de Mora
  -  Condesa de Aguilar de Inestrillas
  -  marquesa de Alhucemas
  -  marquesa de Castelldosríus
  -  marquesa viuda de Guad-el-Jelú
  -  Condesa viuda de Torrejón
  -  duquesa de Peñaranda
  -  duquesa de Alba de Tormes
  - Marquesa de Argüeso
- 1922
  -  duquesa de Mandas
  -  marquesa del Riscal
  -  Condesa de la Viñaza
  -  marquesa de Urquijo
  - marquesa de Santa María de Silvela
- 1924
  -  marquesa de Sentmenat
  -  marquesa de Villanueva y Geltrú
  -  Condesa de Güell
  -  duquesa de Santa Elena
  -  Condesa de los Llanos
  -  Condesa de Villagonzalo
- 1925
  -  marquesa de Arienzo
- 1926
  -  duquesa de Lécera
- 1927
  -  marquesa de Miraflores
  -  marquesa de Argüelles
- 1929
  -  marquesa de Camarasa
  -  duquesa de Abrantes
  -  marquesa de La Guardia
  -  marquesa del Nervión
- 1930
  -  Condesa de Santa Isabel